# Eupelmus cyaneicollis
Eupelmus cyaneicollis är en stekelart som beskrevs av William Harris Ashmead 1900. Eupelmus cyaneicollis ingår i släktet Eupelmus och familjen hoppglanssteklar. Inga underarter finns listade i Catalogue of Life.